# Opel Ascona B
La Opel Ascona B è un'autovettura di fascia media prodotta dalla casa automobilistica tedesca Opel tra il 1975 ed il 1981 e corrispondente alla seconda generazione della omonima vettura.

## Storia e profilo

### Caratteristiche

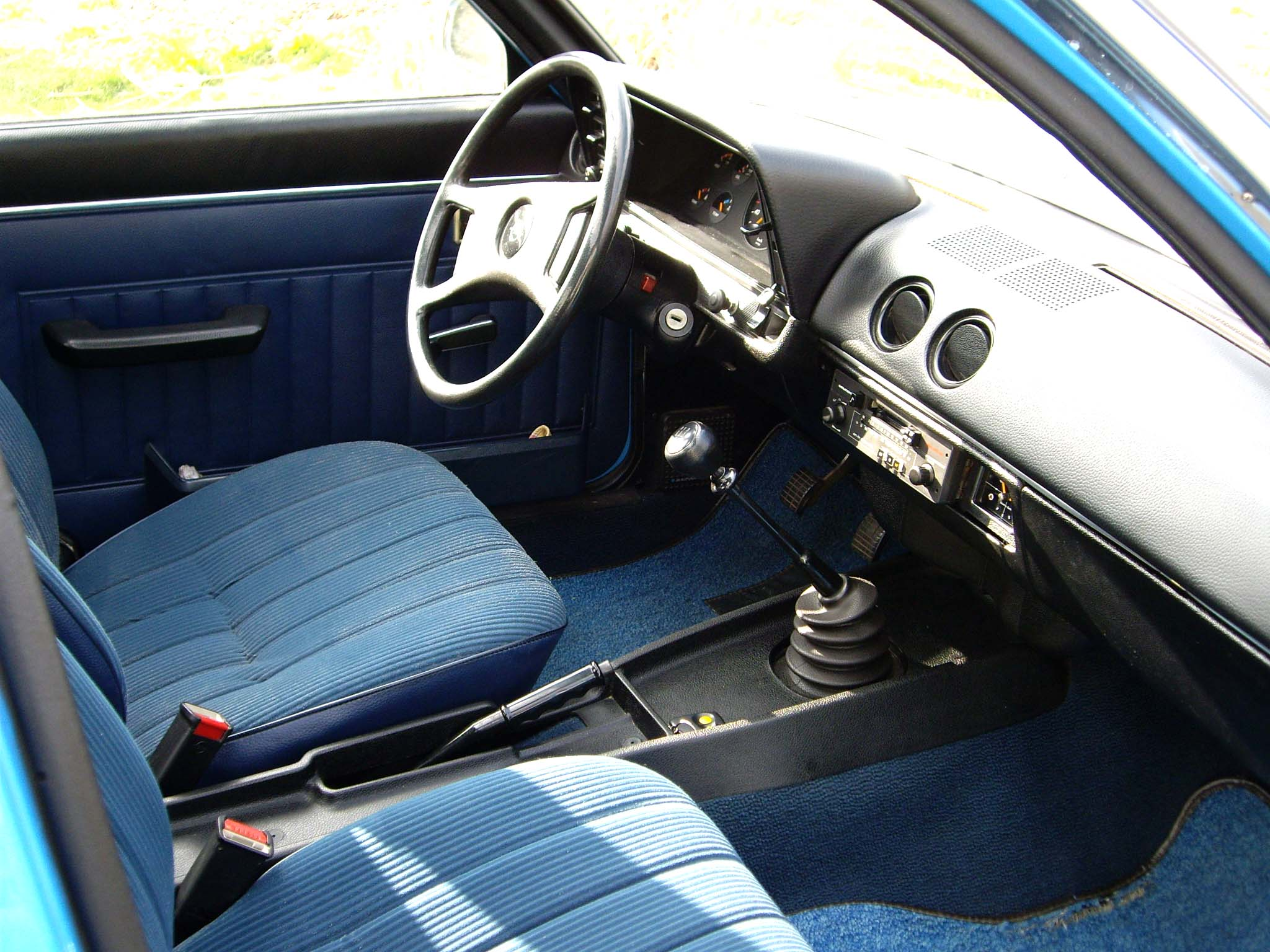
Il posto guida di unAscona B

La vettura fu lanciata sul mercato nel mese di agosto del 1975 in sostituzione della precedente generazione, anche se la presentazione ufficiale al pubblico avvenne all'inizio dell'autunno seguente, al Salone di Francoforte. Proposta unicamente con carrozzeria berlina (a 2 e a 4 porte), l'Ascona B era più lunga di ben 20 cm rispetto al modello uscente, ma anche più larga di 4 cm, mentre l'altezza rimase sostanzialmente invariata. Anche il passo era stato incrementato, in questo caso di 8 cm, il che si traduceva in un miglioramento dell'abitabilità interna. Dal punto di vista del design, la vettura era caratterizzata da uno stile sensibilmente più moderno, con linee più spigolose che in precedenza. Il frontale era a fari trapezoidali e di maggiori dimensioni, con una mascherina più larga che arrivava a toccare i fari stessi. Aumentate anche le superfici vetrate, mantenendo quindi una linea di cintura piuttosto bassa. Inoltre, grazie anche all'ottimizzazione e alla ritaratura della meccanica telaistica, venne incrementato il livello di sicurezza, sia attiva che passiva.
La struttura monoscocca dell'Ascona B celava un'impostazione meccanica tradizionale, con motore anteriore longitudinale e trazione posteriore. Il comparto sospensioni mantenne invariati gli schemi del precedente modello e quindi anche nell'Ascona B si ritrovavano l'avantreno a quadrilateri e il retrotreno ad assale rigido con barra Panhard. L'impianto frenante era di tipo misto, a doppio circuito e servoassistito, mentre lo sterzo era del tipo a cremagliera.
Al suo debutto, l'Ascona B venne prevista in quattro motorizzazioni, tutte a benzina e tutte alimentate a carburatore:
- 1.2 S: motore 12S da 1196 cm³ con potenza massima di 60 CV;
- 1.6 N: motore 16N da 1584 cm³ con potenza massima di 60 CV;
- 1.6 S: motore 16S da 1584 cm³ con potenza massima portata a 75 CV;
- 1.9 S: motore 19S da 1897 cm³ con potenza massima di 90 CV.

Il cambio era a 4 marce in tutta la gamma d'esordio, ma a richiesta era possibile avere un cambio automatico a 3 rapporti.

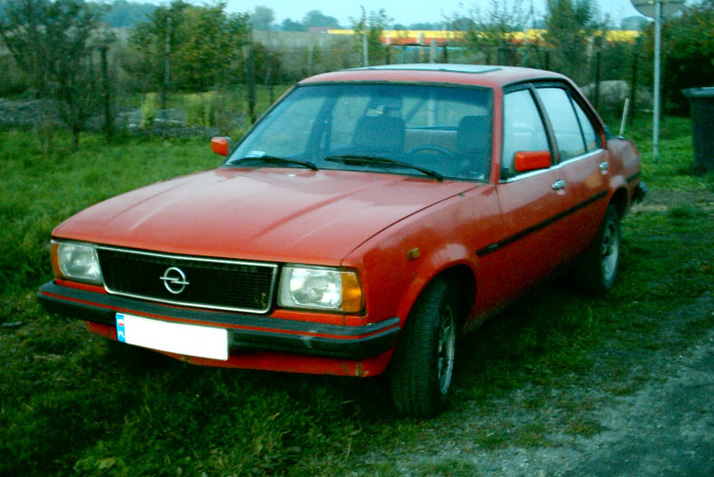
Ascona restyling

## Evoluzione
La produzione dell'Ascona B avvenne negli stabilimenti di Bochum e di Anversa: gli allestimenti previsti furono tre, e cioè base, L ed SR, per un ventaglio di prezzi che inizialmente spaziò fra i 10.400 e gli 11.630 DM. I primi aggiornamenti alla gamma si ebbero un anno dopo il lancio, quando nel luglio 1976 il 1.6 da 75 CV venne sostituito da un 1.9 simile a quello già esistente, ma depotenziato e portato anch'esso a 75 CV. Solo un mese dopo, venne introdotta la nuova motorizzazione di base, ossia un 1.2 depotenziato a 55 CV. Nell'ottobre dello stesso anno venne invece proposto un quarto livello di allestimento particolarmente completo e denominato semplicemente Berlina. Il 1977 vide invece l'arrivo della nuova versione di punta, un 2 litri da 100 CV di potenza massima. Una variante depotenziata a 90 CV di quest'ultimo motore venne invece inserita in gamma nel marzo del 1978 in sostituzione del 1.9 di pari potenza. Una vera novità arrivò sei mesi dopo, a settembre, quando per la prima volta un motore diesel debuttò sotto il cofano di un'Ascona: si trattava di un 2 litri aspirato da 58 CV con alimentazione ad iniezione indiretta. Tale motore era lo stesso previsto per le Rekord D diesel commercializzate nel solo mercato italiano e che nel caso dell'Ascona venne invece incluso nell'intera gamma europea.

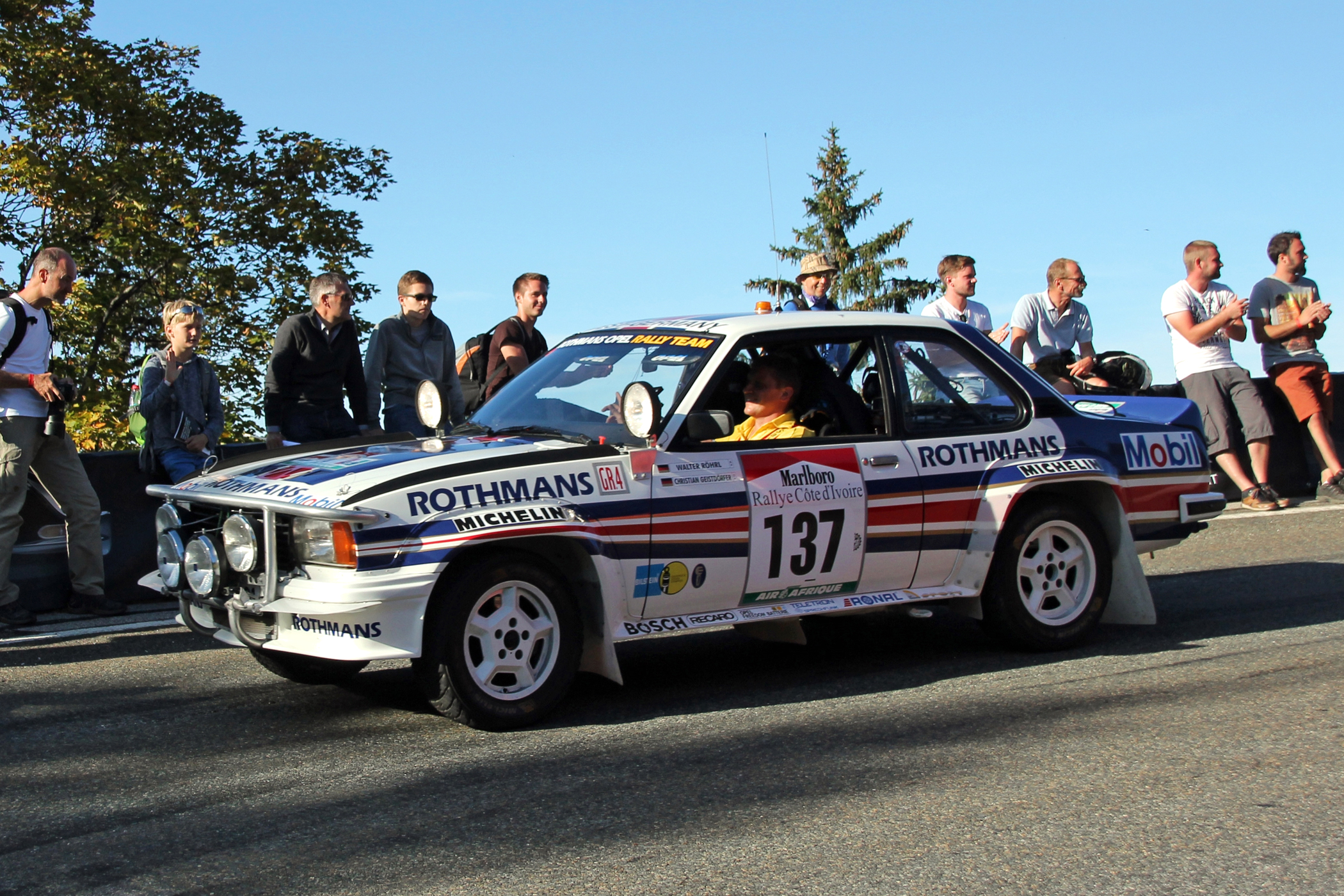
L'Ascona 400 con cui Röhrl conquistò il Mondiale Piloti nel 1982

Anche il 1979 vide l'arrivo di importanti novità: prima di tutto nel mese di febbraio le due unità 1.2 di base vennero sostituite da due nuovi 1.3 monoalbero, rispettivamente da 60 e 75 CV. Due mesi dopo, ad aprile, avvenne il lancio della versione i2000, con motore 2 litri rivisitato da Irmscher (noto preparatore di Opel che già cinque anni prima portò la precedente Ascona A a conquistare il titolo nel Campionato Europeo di Rally con Röhrl al volante) e che dopo la cura ricostituente fu in grado di erogare una potenza massima di 120 CV grazie anche al montaggio di un secondo carburatore. Nel mese di agosto dello stesso anno vi fu un leggero restyling appena percettibile che interessò principalmente i paraurti, la mascherina e gli interni Tale aggiornamento fu l'occasione per inserire in gamma una nuova versione di punta, ancora più sportiva della i2000. Tale versione, denominata Ascona 400, fu equipaggiata con un'unità quadricilindrica da 2,4 litri alimentata ad iniezione e con potenza massima di 144 CV. Altre caratteristiche peculiari di questa versione furono la distribuzione bialbero, l'impianto frenante a quattro dischi e il cambio a 5 marce. Prodotta in 268 esemplari, l'Ascona 400 funse da base per la vettura da competizione che nel 1982 permise a Walter Röhrl di conquistare il Mondiale Piloti, quando l'Ascona B non era più in produzione. La vettura pilotata da Röhrl erogava fino a 255 CV di potenza massima e fu l'ultima vettura a trazione posteriore ad aggiudicarsi un titolo nel Mondiale Rally.
Nel frattempo, la restante gamma dell'Ascona B continuò ad evolvere: con il restyling del 1979 ci si trovò con una gamma comprendente nello stesso periodo un 1.3 ed un 1.9 di pari potenza, e cioè le due unità da 75 CV. Altra stranezza fu la presenza del 1.6 da 60 CV, anch'esso decisamente sconveniente rispetto al 1.3 di pari potenza. Per questo motivo, alla fine del 1980 i due motori scomparvero dai listini, per permettere lo smaltimento delle scorte giacenti. Intanto fece il suo debutto la prima Ascona a benzina con motore ad iniezione, denominata Ascona 2.0 E e dotata di un 2 litri da 110 CV. Fu l'ultimo aggiornamento che interessò la gamma: nel luglio del 1981 la produzione cessò per lasciare spazio alla terza generazione dell'Ascona.

## Riepilogo caratteristiche
Di seguito vengono riepilogate le caratteristiche relative alla gamma dell'Ascona B. Le masse sono riferite alla versione a 2 porte: le versioni a 4 porte pesavano circa 40 kg in più. Uniche eccezioni furono le versioni i2000 e 400, disponibili unicamente con carrozzeria a 2 porte:
| Opel Ascona B (1975-81) |        |            |                                                              |                |               |                    |                    |              |                     |                    |                    |                    |
| Modello                 | Motore | Cilindrata | Alimentazione                                                | Potenza CV/rpm | Coppia Nm/rpm | Cambio/ N°rapporti | Massa a vuoto (kg) | Velocità max | Acceler. 0–100 km/h | Consumo (l/100 km) | Anni di produzione | Esemplari prodotti |
| Versioni a benzina      |        |            |                                                              |                |               |                    |                    |              |                     |                    |                    |                    |
| Ascona 1.2 N            | 12N    | 1196       | Carburatore Solex 35 PDSI                                    | 55/5400        | 83/4000       | Manuale 4 marce    | 900                | 138          | 20"5                | 9                  | 08/1976-08/1979    | 5.598              |
| Ascona 1.2 S            | 12S    | 1196       | Carburatore Solex 35 PDSI                                    | 60/5400        | 88/3400       | Manuale 4 marce    | 900                | 142          | 18"5                | 9                  | 08/1975-08/1979    | 143.552            |
| Ascona 1.3 N            | 13N    | 1297       | Carburatore Solex 35 PDSI                                    | 60/5800        | 94/3800       | Manuale 4 marce    | 930                | 144          | 19"                 | 10                 | 08/1979-07/1981    | 65.071             |
| Ascona 1.3 S            | 13S    | 1297       | Carburatore GMF Varajet II                                   | 75/5800        | 96/4200       | Manuale 4 marce    | 930                | 155          | 17"                 | 10                 | 08/1979-07/1981    | 35.290             |
| Ascona 1.6 N            | 16N    | 1584       | Carburatore Solex 35 PDSI                                    | 60/5000        | 103/3400      | Manuale 4 marce    | 960                | 145          | 17"                 | 11                 | 08/1975-12/1980    | 280.370            |
| Ascona 1.6 S            | 16S    | 1584       | Carburatore Solex 32 DIDTA-4                                 | 75/5800        | 115/3800      | Manuale 4 marce    | 980                | 158          | 14"                 | 11,5               | 08/1975-07/1976    | 135.210            |
| Ascona 1.9 N            | 19N    | 1897       | Carburatore Solex 35 PDSI                                    | 75/4800        | 132/3400      | Manuale 4 marce    | 1.000              | 155          | 15"                 | 12                 | 07/1976-12/1980    | 203.807            |
| Ascona 1.9 S            | 19S    | 1897       | Carburatore Zenith 35/40 INAT                                | 90/4800        | 147/3800      | Manuale 4 marce    | 1.000              | 165          | 12"                 | 11                 | 08/1975-03/1978    | 152.676            |
| Ascona 2.0 N            | 20N    | 1979       | Carburatore GMF Varajet II                                   | 90/5200        | 142/3800      | Manuale 4 marce    | 1.000              | 167          | 12"                 | 11                 | 03/1978-12/1980    | 48.384             |
| Ascona 2.0 S            | 20S    | 1979       | Carburatore GMF Varajet II                                   | 100/5400       | 151/3800      | Manuale 4 marce    | 1.000              | 175          | 11"5                | 11,5               | 08/1977-07/1981    | 119.526            |
| Ascona 2.0 E            | 20E    | 1979       | Iniezione elettronica Bosch L-Jetronic                       | 110/5400       | 159/3400      | Manuale 4 marce    | 1.000              | 182          | 10"5                | 11,5               | 01/1980-07/1981    | 35.935             |
| Ascona i2000            | 20S    | 1979       | Due carburatori Solex C45 ADDHE                              | 120            | 158/3550      | Manuale 4 marce    | 1.000              | 180          | 9"8                 | 13,6               | 1979               | 35.935             |
| Ascona 400              | 24E    | 2410       | Iniezione elettronica Bosch L-Jetronic                       | 144/5200       | 210/3800      | Manuale/5 marce    | 1.080              | 197          | 7"7                 | -                  | 08/1979-07/1981    | 268                |
| Versioni a gasolio      |        |            |                                                              |                |               |                    |                    |              |                     |                    |                    |                    |
| Ascona 2.0 D            | 20D    | 1988       | Diesel aspirato iniezione indiretta Pompa di iniezione Bosch | 58/4200        | 115/2400      | Manuale 4 marce    | 1.072              | 137          | 21"5                | 9                  | 09/1978-07/1981    | 64.720             |